# Scarlett Bowman
Scarlett Bowman (Windsor, Berkshire; 10 de diciembre de 1985) es una actriz inglesa conocida por haber interpretado a Maddie Morrison en la serie Hollyoaks.

## Carrera
En 2009 se unió al elenco de la serie The Cut donde interpretó a Rosa Willis, hasta el final de la serie en 2010.
El 21 de junio de 2011 se unió al elenco de la exitosa serie británica Hollyoaks donde interpretó a la malvada Madison "Maddie" Morrison, hasta el 15 de noviembre de 2012 luego de que su personaje muriera al ser golpeada por una puerta que salió volando luego de que la van que manejaba chocara y explotara.

## Filmografía

### Series de televisión
| Año         | Título    | Personaje       | Notas         |
| ----------- | --------- | --------------- | ------------- |
| 2011 - 2012 | Hollyoaks | Maddie Morrison | 121 episodios |
| 2009 - 2010 | The Cut   | Rosa Willis     | 23 episodios  |